# Train 1900
Le Train 1900 est un train touristique situé à Pétange (Fond-de-Gras) au Luxembourg. Il utilise la ligne Pétange - Fond-de-Gras - Doihl, à voie normale, accessible depuis la gare de Pétange.

## Le train touristique

### Historique
La ligne Pétange - Fond-de-Gras - Doihl fut construite de 1873 à 1879 pour les besoins des concessions des mines de fer de Fond-de-Gras et son exploitation s'arrêta en 1964.
En 1970, les bénévoles de l'AMTF (Association des Musées et Tourisme Ferroviaire) avec l'appui du Ministère du Tourisme, des Syndicats d'Initiative locaux et des Chemins de Fer se sont employés à remettre en état le tronçon actuel et à restaurer les engins historiques qui permirent l'exploitation de ce train touristique à partir de 1973.
L'association tire son nom de la première locomotive à vapeur acquise par l'asbl, datant de 1900.
La ligne du "Train 1900" se détache de la ligne 70 des CFL (entre Luxembourg et Athus) en gare de Pétange via une bifurcation.
La ligne à voie unique dessert les gares de Pétange, Fuussbësch et du Fond-de-Gras.
La gare du Fond-de-Gras est le cœur même de l'asbl, elle est équipée d'un atelier et de deux remises pour entreposer les collections.

### Les circulations
Le train touristique circule pendant la belle saison (entre mai et septembre) tous les dimanches en autorail (ou en locomotive diesel) et en train à vapeur.
Plusieurs trains spéciaux annuels, sont également autant d'occasions de mettre en valeur la collection de matériel roulant de l'association.
Durant l'inter-saison (entre octobre et avril), il n'y a pas de circulation touristique, mais les bénévoles de l'association travaillent à l'entretien de la ligne et du matériels roulants.

### Les événements
Le "Train 1900" organise des événements tout au long de l'année (journées à thèmes) dont voici une liste (non exhaustive) :
- Le "Début de saison" : Cet événement à lieu le 1er mai.
- La journée "Cockerill 503" : Cet événement à lieu début juin.
- Le "Blues Express" : Cet événement à lieu début juillet.
- La journée "Vieille Carrosserie" : Cet événement à lieu fin juillet.
- La journée "Portes Ouvertes" : Cet événement à lieu début septembre.
- Le "Festival Vapeur" : Cet événement à lieu généralement tous les 5 ans début septembre.
- La "Steampunk Convention" : Cet événement à lieu fin septembre.
- Le "Fond-de-Gras Meets Diesel-Classics" : Cet événement à lieu généralement tous les 2 ans début octobre.
- Le Train de "Saint-Nicolas" : Cet événement à lieu fin novembre.

## Les collections
L'AMTF possède au total :
- 10 locomotives à vapeur, dont 3 en service.
- 3 locomotives sans foyer, aucune n'est en service.
- 6 locomotives diesel, dont 3 en service.
- 2 autorails, dont 1 en service.
- 2 draisines, dont 1 en service.
- 16 voitures à voyageurs, dont 14 en service[2].

Les listes suivantes ne sont pas exhaustives et devront être complétées ou actualisées au fil du temps (dernière actualisation en novembre 2024) :

### Locomotives à vapeur
| Photo                         | Matricule (noms)               | Constructeur et date     | Type         | État actuel                                                   | Origine et informations techniques |
| ----------------------------- | ------------------------------ | ------------------------ | ------------ | ------------------------------------------------------------- | --- |
| Locomotive 020T Cockerill 503 | Cockerill no 503 dite "Jeanne" | Cockerill, 1920          | IVR (020 T)  | Opérationnelle                                                | - Locomotive venant de chez A.B.R (Manage). - Locomotive à vapeur de type "chaudière verticale" construite en Belgique. - Acquise en 1998. - Mise en service en 2002. - Timbre chaudière : 12 kg/cm². - 5 m, 20 t, vitesse maximum : 25 km/h. - Capacité de la soute à charbon : 500 kg. - Capacité de la soute à eau : 2 600 L (2,6 m3). |
|                               | AES no 5 dite "Stéphanie"      | Orenstein & Koppel, 1912 | C2nt (030 T) | Hors service (en cours de révision).                          | - Locomotive venant de ARBED (Esch-Schifflange). - Acquise en 1977. - Mise en service en 2000. - Baptisé "Stéphanie" depuis 2021 par la princesse Stéphanie de Luxembourg. - Timbre chaudière : 12 kg/cm². - 9 m, 45 t, vitesse maximum : 40 km/h. - Capacité de la soute à charbon : 1,5 t. - Capacité de la soute à eau : 6 000 L (6 m3). |
| Locomotive 030T AL-T3 n°6114  | AL-T3 no 6114                  | SACM, 1891               | C2nt (030 T) | Opérationnelle                                                | - Locomotive venant de Alsace Lorraine (A.L.). - Acquise en 1996. - Mise en service en 1997. - Propriété des "SSMN" (Service des Sites et Monuments Nationaux). - Timbre chaudière : 11 kg/cm². - 8 m, 35,5 t, vitesse maximum : 40 km/h. - Capacité de la soute à charbon : 1,5 t. - Capacité de la soute à eau : 4 700 L (4,7 m3). |
| Locomotive 030T ADI n°12      | ADI no 12                      | Hanomag, 1903            | T7 (030T)    | Opérationnelle (depuis fin 2023).                             | - Locomotive venant de ARBED (Differdange). - Acquise en 1973. - Mise en service en 1979. - Seule locomotive à vapeur de type "T7" préservée et encore en état de marche au monde! - Timbre chaudière : 12 kg/cm². - 10 m, 49,5 t, vitesse maximum : 40 km/h. - Capacité de la soute à charbon : 1,5 t. - Capacité de la soute à eau : 5 000 L (5 m3). |
| Locomotive 030T KDL 7 n°507   | Énergie no 507                 | Énergie, 1946            | KDL 7 (030T) | Opérationnelle (depuis fin 2022).                             | - Locomotive venant de Carcoke (nl), Zeebrugge. - Locomotive à vapeur de type "Kriegsdampflokomotive" (locomotive de guerre) peut être utilisée avec le tender "508". - Acquise en 2004. - Arrêtée en 2015 pour une grande révision. - Timbre chaudière : 13 kg/cm². - 9,8 m, 36 t (46,5 t en ordre de marche), vitesse maximum : 40 km/h. - Capacité de la soute à charbon : 1,5 t. - Capacité de la soute à eau : 5 000 L (5 m3).                                                             |
| Locomotive 020T Hanomag n°8   | ADI no 8                       | Hanomag, 1900            | B2nt (020T)  | Hors service (état d'exposition).                             | - Locomotive venant de ARBED (Differdange). - C'est la première locomotive à vapeur acquise et mise en service par l'asbl en 1973. - 8 m, 27,4 t, vitesse maximum : 00 km/h. - Timbre chaudière : 12 kg/cm². - Capacité de la soute à charbon : 800 kg. - Capacité de la soute à eau : 3 500 L (3,5 m3). |
| Locomotive 030T Anna n°9      | Anna no 9                      | Hohenzollern, 1908       | C2nt (030T)  | Hors service (état d'exposition).                             | - Locomotive venant de "Eschweiler Bergwerksverein" (EBV). - Cette locomotive a été offerte et mise en service en 1985. - Timbre chaudière : 13 kg/cm². - 9,7 m, 48 t, vitesse maximum : 00 km/h. - Capacité de la soute à charbon : 1,5 t. - Capacité de la soute à eau : 5 500 L (5,5 m3). |
|                               | AEB no 5                       | Hohenzollern, 1911       | C2nt (030T)  | Hors service (en cours de restauration complète depuis 2018). | - Locomotive venant de ARBED (Differdange). - Acquise en 1997. - Timbre chaudière : 13 kg/cm². - 10,3 m, 48 t, vitesse maximum : 00 km/h. - Capacité de la soute à charbon : 1,5 t. - Capacité de la soute à eau : 5 500 L (5,5 m3). |
|                               | AEB no 8                       | Hohenzollern, 1910       | B2nt (020T)  | Hors service (état d'exposition).                             | - Locomotive venant de ARBED (Differdange). - Locomotive à vapeur de type «Meiderich». - Acquise en 1984. - Timbre chaudière : 15 kg/cm². - 8 m, 28 t, vitesse maximum : 00 km/h. - Capacité de la soute à charbon : 1,2 t. - Capacité de la soute à eau : 4 500 L (4,5 m3). |
| Locomotive 040T AD07          | AD 07 dite "Godelieve"         | La Meuse, 1942           | D2nt (040 T) | Hors service (état d'exposition).                             | - Locomotive venant de la mine de charbon André Dumont de Genk (Belgique), elle fut utilisée par les "Charbonnage André Dumont" entre 1942 et 1977. - Elle provient du CFV3V (Belgique) qui l'a également utilisée entre 1977 et 1995. - Ce type de locomotive a également circulé aux chemins de fer Prince Henri (PH). - Timbre chaudière : 12,25 kg/cm². - 10,3 m, 69,2 t, vitesse maximum : 40 km/h. - Capacité de la soute à charbon : 4 t. - Capacité de la soute à eau : 8 000 L (8 m3). |

### Tender
| Photo | Tender | Constructeur et date        | Type    | État actuel  | Origine et informations techniques |
| ----- | ------ | --------------------------- | ------- | ------------ | --- |
|       | 508    | Constructeur inconnu, 1922. | 3T 16,5 | Opérationnel | - Origine : Chasse-neige, ex tender de série 52 (ex G10 DRG). Tender de locomotive à vapeur à 3 essieux de la 5222, ex-57 2898, construit en 1922, saisie par les CFL après 1945 et démolie dans les années 1950. - Il peut être attelé uniquement (comme tender complémentaire) avec la locomotive à vapeur "Énergie 507". - Acquis en 1995. |

### Locomotives sans foyer
| Photo | Matricule        | Constructeur et date                     | Type         | État actuel           | Origine et informations techniques |
| ----- | ---------------- | ---------------------------------------- | ------------ | --------------------- | --- |
|       | no 123 (no 3332) | La Meuse, 1928                           | IVR (020 T)  | Hors service (épave). | - Locomotive de type 020T (sans foyer). - Locomotive venant de ARBED Differdange (anc. HADIR) avec son wagon de protection. Le but de ce wagon était de garantir une certaine distance entre la cuve (ou la poche) et la locomotive pour éviter que des éclats de matières en fusion puissent toucher le conducteur ou la locomotive. En service sur ce site site jusqu’en 1980 (extinction du dernier haut-fourneau). - Transférée au Fond-de-Gras en 1989 et garée au dépôt des locomotives. - Une idée est en gestation à savoir une révision complète de cette locomotive très simple et d’acquérir un générateur vapeur moderne pour pouvoir la mettre en service en semaine pour des démonstrations. - Timbre chaudière : 00 kg/cm². - 00 m, 28 t, vitesse maximum : 00 km/h (285 cv). - Capacité de la soute à eau : 0 000 L (0 m3). |
|       | V12 (no 12.513)  | Jung- Jungenthal Kirchen a.d. Sieg, 1956 | C2nt (030T)  | Hors service (épave). | - Locomotive de type 030T (sans foyer). - Désignation de type par le constructeur : « Felix ». - Elle était en service à ARBED (Dudelange). - Cette locomotive a été transférée en 2021, sur demande du "SSMN" vers un hall de remisage situé à Pétange. Elle n’est donc plus visible du public. - Timbre chaudière : 00 kg/cm². - 00 m, 39 t, vitesse maximum : 00 km/h (250 cv). - Capacité de la soute à eau : 0 000 L (0 m3). |
|       | V14 (no 13.443)  | Jung Jungenthal Kirchen a.d. Sieg, 1962  | D2nt (040 T) | Hors service (épave). | - Locomotive de type 040T (sans foyer). - Désignation de type par le constructeur : « Furie ». - Elle était en service à ARBED (Dudelange) jusqu’à la fin de la phase liquide en novembre 1984. - Acquise par le "SSMN" en 1988 et transfert au Fond-de-Gras. - Vu les doutes sur l’état de ses organes de roulement la locomotive n’a pas été transférée en 2021 à Pétange et reste malgré son état délabré un témoin industriel impressionnant. - Le projet ambitieux serait de restaurer complètement cette locomotive unique. - Timbre chaudière : 00 kg/cm². - 00 m, 64 t, vitesse maximum : 00 km/h (500 cv). - Capacité de la soute à eau : 0 000 L (0 m3). |

### Autorails
| Photo                 | Matricule                                         | Constructeur et date                             | Moteur             | État actuel                                       | Origine et informations techniques |
| --------------------- | ------------------------------------------------- | ------------------------------------------------ | ------------------ | ------------------------------------------------- | --- |
| Schienenbus Z 151     | Autorail VT 95 Présérie (ex-CFL Z151)             | Krefeld - Uerdingen Waggonfabrik, 1951           | Büssing U10 110 PS | Opérationnel                                      | - Origine CFL (Z 105). - Acquis et mis en service en 1971. - Équipements : 1 WC, 47 places assises, boite de vitesses : 6 vitesses pour une vitesse maximum de 90 km/h (150 ch). - 10,2 m, 11 t, vitesse maximum : xx km/h. - Capacité du réservoir à gazole : 000 L. |
|                       | Remorque d'autorail Uerdinger ex-CFL (ex RZ 1055) | Krefeld - Uerdingen Waggonfabrik, date inconnue. |                    | Opérationnel                                      | - Origine CFL. - Acquis en 1973. |
| Schienenbus VT 95-669 | Autorail VT 95-669 (Ex-DB 551.669)                | MAN Lizenz Uerdingen, 1955                       | Büssing U9 110 PS  | Hors service (en cours de restauration complète). | - DB puis CFV3V. - Acquis en 1997 - Équipements : 1 WC, 55 places assises, boite de vitesses : 6 vitesses pour une vitesse maximum de 90 km/h (150 ch), 14 t. - Capacité du réservoir à gazole : 000 L.                                                               |

### Locomotives et locotracteurs diesel
| Photo | Matricule                  | Constructeur et date           | Moteur                | État actuel            | Origine et informations techniques |
| ----- | -------------------------- | ------------------------------ | --------------------- | ---------------------- | --- |
|       | Locotracteur HADIR no 33   | Deutz, (no 56776), 1957        | Deutz 55 PS           | Opérationnel           | - Locotracteur venant de ARBED (Differdange). - Acquis en 1977. - Mis en service en 1980. - 5,7 m, 14 t, vitesse maximum : xx km/h. - Capacité du réservoir à gazole : 000 L.                          |
|       | Locotracteur no 2001       | Deutz (no 56764), 1957         | Deutz A12L614, 200 PS | Opérationnel           | - Locotracteur venant des CFL. - Acquis en 2000. - Mis en service en 2001. - 7,3 m, 22 t, vitesse maximum : xx km/h. - Capacité du réservoir à gazole : 000 L.                                         |
|       | Locomotive 7309 "Atlanta"  | La Brugeoise et Nivelles, 1965 | T695SA (ABC) 720 CV   | Opérationnelle         | - Locomotive provenant de la SNCB. - Acquise en 2004. - Disposition C - 3 essieux accouplés par bielles. - 11,2 m, 59 t, vitesse maximum : 40 km/h. - Capacité du réservoir à gazole : 3 000 L (3 m3). |
|       | Locotracteur Moyse         | Moyse, 1959                    | Inconnu               | Hors service           | - Locotracteur venant de Eucosyder, Pétange (Luxembourg). - Acquis en 1988. |
|       | Locotracteur AES DH2       | Jung , Jungental, 1966         | Jung 250 PS           | Hors service (démoli). | - Locotracteur venant de ARBED Schifflange. - Acquis à une date inconnue, démoli en 2017. |
|       | Locotracteur AEB - Série A | Inconnu                        | Inconnue              | Hors service           | - Acquis à une date inconnue. - Locotracteur venant de ARBED Belval. |

### Draisines
| Photo | Draisine | Constructeur et date    | Moteur                  | État actuel    | Origine et informations techniques                                                                     |
| ----- | -------- | ----------------------- | ----------------------- | -------------- | --- |
|       | no 13    | FKF-Werke Dresden, 1942 | Moteur à deux temps DKW | Opérationnelle | - Origine : CFL                                                                                        |
|       | KLV53    | Schöma, 1966            | Moteur à deux temps DKW | Hors service   | - Origine : DB Dienststelle Saarbrücken ; Musée des Mines - Carreau Wendel (France). - Acquis en 2010. |

### Voitures à voyageurs
| Photo | Type de voiture et numéro                                | Constructeur et date          | État actuel                                                       | Origine et informations techniques |
| ----- | -------------------------------------------------------- | ----------------------------- | ----------------------------------------------------------------- | --- |
|       | Type CGI no 91.900 AD (1re classe + fourgon)             | Usines Ragheno, 1921          | Opérationnelle                                                    | - Origine SNCB. - Voitures du trafics intérieur. - Voitures de "Grande Capacitée D'intercirculation". - 30 places assises. - 15 m, 00 t, vitesse maximum : 80 km/h. - Acquise en 1973. |
|       | Type CGI no 94.539 B (2e classe)                         | Charles Allard, 1908          | Opérationnelle                                                    | - Origine SNCB. - Voitures du trafics intérieur. - Voitures de "Grande Capacitée D'intercirculation". - 64 places assises. - 15 m, 00 t, vitesse maximum : 80 km/h. - Acquise en 1973. |
|       | Type CGI no 96.544 B (2e classe)                         | Usines Ragheno, 1904          | Opérationnelle                                                    | - Origine SNCB. - Voitures du trafics intérieur. - Voitures de "Grande Capacitée D'intercirculation". - 86 places assises. - 15 m, 00 t, vitesse maximum : 80 km/h. - Acquise en 1973. |
|       | Type L no 31.110 A (1re classe)                          | Usines Ragheno, 1935          | Opérationnelle                                                    | - Origine SNCB. - Voitures du trafics intérieur. - 19 m, 00 t, vitesse maximum : 120 km/h. - 64 places assises. - Numéro UIC : 50 88 18-26 410-5. - Cette voiture a d'abord appartenu à l'asbl Museum Stoomtrein der Twee Bruggen (Belgique). - Reprise ensuite par l'asbl Vennbahn en 1991 et ensuite par l'asbl en 1997. |
|       | Type L no 32.074 B (2e classe)                           | CCC, 1934                     | Hors service (en attente d'une restauration complète).            | - Origine SNCB. - Voitures du trafics intérieur. - 19 m, 00 t, vitesse maximum : 120 km/h. - 60 places assises. - Numéro UIC : 50 88 20-26 474-7. - Acquise en 1999. |
|       | Type L no 32.127 B (2e classe)                           | Ateliers Germain, 1935        | Opérationnelle                                                    | - Origine SNCB. - Voitures du trafics intérieur. - 19 m, 00 t, vitesse maximum : 120 km/h. - 97 places assises. - Numéro UIC : 50 88 18-26 527-2. - Cette voiture a d'abord appartenu à l'asbl Museum Stoomtrein der Twee Bruggen (Belgique). - Reprise ensuite par l'asbl Vennbahn en 1991 et ensuite par l'asbl en 1997. |
|       | Type L no 39.026 BD (2e classe + fourgon)                | Ateliers de Seneffe, 1934     | Hors service (en attente d'une restauration complète, en projet). | - Origine SNCB. - Voitures du trafics intérieur. - 19 m, 00 t, vitesse maximum : 120 km/h. - 60 places assises. - Numéro UIC : 50 88 82-26 426-2. - Acquise en 1999. |
|       | Voiture PH (Prince Henri) no 755 A (1re classe)          | Nicaise et Delcuve, 1926      | Opérationnelle                                                    | - Origine : Ex-PH (Prince Henri) & CFL. - Voiture à 3 essieux ex no 449 (ex CFL B 3P 3168) reconstruite en 1re classe. - 14,5 m, 00 t, vitesse maximum : 00 km/h. - 74 places assises. - Acquise en 1998. |
|       | Voitures PH (Prince Henri) no 408 & no 410 C (3e classe) | Ateliers de la Dyle, 1905     | Opérationnelle                                                    | - Origine : Ex-PH (Prince Henri) & CFL. - Voitures à 3 essieux (CFL B 3P 3137 & CFL B 3P 3140). - 14,5 m, 00 t, vitesse maximum : 00 km/h. - 74 places assises. - Acquise en 1986. |
|       | Voiture PH (Prince Henri) no 444 C (3e classe)           | Nicaise et Delcuve, 1926      | Opérationnelle                                                    | - Origine : Ex-PH (Prince Henri) & CFL. - Voiture à 3 essieux ex no 444 (ex CFL B 3P 3164). - 14,5 m, 00 t, vitesse maximum : 00 km/h. - 74 places assises. - Acquise en 1998. |
|       | Fourgon PH (Prince Henri) no 941                         | Uerdinger, 1914               | Opérationnel                                                      | - Origine : Ex-PH (Prince Henri) & CFL. - Fourgon à 3 essieux (ex CFL D3 7082). - 00 m, 00 t, vitesse maximum : 00 km/h. - 00 places assises. - Acquise en 1998. |
|       | Voiture ex-CFL no 2024 AB 2 Boite à tonnerre DRG         | Linke Hoffmann Busch, 1930    | Opérationnelle                                                    | - Origine : Ex-DB (no 28015). - Prise de guerre de 1re/2e classe (ex Bi-29). - 14 m, 00 t, vitesse maximum : 00 km/h. - 39 places assises. - Acquise en 1973. |
|       | Voiture ex-CFL no 3281 C6 f                              | Inconnu, 1927                 | Opérationnelle                                                    | - Origine : Ex-DB no 310 puis CFL RZ no 1024. - Prise de guerre. - 13,6 m, 00 t, vitesse maximum : 00 km/h. - 52 places assises. - Acquise en 1973. |
|       | Voiture ex-CFL no 2324 B2C2 (modèle prussien)            | L. Steinfurt Königsberg, 1897 | Opérationnelle                                                    | - Origine : Ex-Prussien puis DB no 37456 puis CFL 6Xu. - Prise de guerre de 1re/2e classe. - 11 m, 00 t, vitesse maximum : 00 km/h. - 00 places assises. - Acquise en 1973. |
|       | Voiture ex-Prussienne AL C6tf 15588 (Frankfurt)          | Fuchs Heidelberg, 1919        | Hors service (en cours de restauration complète).                 | - Origine : Ex-Prussien (Frankfurt no 4059). - Ancien numéro : C3pr11 - 00 m, 00 t, vitesse maximum : 00 km/h. - Acquise en 2008. |

### Wagons de marchandises
L'association possède plusieurs wagons notamment des couverts et un long plat à bogies de 1913 ex-Prince Henri.
| Photo | Type de wagon                                       | Constructeur et date | État actuel  | Origine et informations techniques |
| ----- | --------------------------------------------------- | -------------------- | ------------ | --- |
|       | Wagon Citerne no SR wf 809916                       | Inconnu              | Opérationnel | - Origine inconnue. - Ce wagon à 2 essieux sert de réservoir d'eau. - 00 m, 00 t, vitesse maximum : 00 km/h. - Acquis en 1976. |
|       | Wagon Fcs no 42 82 645 0 221-5                      | Inconnu              | Opérationnel | - Origine inconnue. - Ce wagon sert de réservoir à charbon. - 00 m, 00 t, vitesse maximum : 00 km/h. - Acquise en 2000. |
|       | Fourgon Mw no 942 dit "Bronge Won" (Type Pwg Pr 14) | Inconnu, 1913.       | Opérationnel | - Origine : Ex-Prussien. - Fourgon à 2 essieux dit "petite vitesse" (passagèrement Mw960). - Ce type de fourgon servait au personnel d'accompagnement de trains de marchandises petite vitesse. - 00 m, 00 t, vitesse maximum : 00 km/h. - Acquise en 1974. |
|       | Fourgon no Uk 9002 (ex-Boite à tonnerre DRG)        | Inconnu              | Opérationnel | - Origine : Ex-DB puis CFL. - Utilisé comme véhicule de service (train de relevage). - Prise de guerre. - 00 m, 00 t, vitesse maximum : 00 km/h. - Acquis en 2000.                                                                                          |

## La "Fête de la Vapeur" (fête de l'association)
La Fête de la Vapeur ("Stoomfestival" en néerlandais) a lieu (généralement) tous les 5 ans au mois de septembre. À cette occasion, l'association met en service un maximum de locomotives à vapeur (entre 4 et 6 généralement) qui assurent des trains tout au long de ce week-end spécial (les départs ont lieu en général toutes les heures). Des animations sont également proposées (à Fond-de-Gras) en lien avec le thème choisi.
La Fête de la Vapeur 2005, a eu lieu les 10 et 11 septembre. Six locomotives à vapeur étaient en service (dont deux invitées) :
- 4 locomotives à vapeur de l'association : Cockerill 503, AES 5, AL-T3 no 6114 & ADI no 8.
- La locomotive à vapeur (020) "Marc Seguin" (réplique de l'original datant de 1829) venant de "L'ARPPI" - L'Association pour la Reconstruction et la Préservation du Patrimoine Industriel (France).
- La locomotive à vapeur (030T) no 26 dite "Merzig" (1937) venant du "Museums-Eisenbahn-Club Losheim" (Allemagne).

La Fête de la Vapeur 2010, a eu lieu les 11 et 12 septembre sur le thème : Spécial 40e Anniversaire de l'asbl (1970-2010). Six locomotives à vapeur étaient en service (dont deux invitées) :
- 4 locomotives à vapeur de l'association : Cockerill 503, Énergie 507, AL-T3 no 6114 & Anna no 9.
- La locomotive à vapeur (030T) TKH no 5387 dite "Général Maczek" (1959) venant du Stoomtrein Maldegem-Eeklo (Belgique).
- La locomotive à vapeur (030T) E 3/3 TIGERLI no 7853 dite "NAVIZENCE" (1910) venant du Museum Buurtspoorweg (Pays-Bas).

La Fête de la Vapeur 2015, a eu lieu les 12 & 13 septembre sur le thème : Spécial 70e Anniversaire de la libération. Six locomotives à vapeur étaient en service (dont deux invitées) :
- 4 locomotives à vapeur de l'association : Cockerill 503, Énergie 507, ADI no 8 & ADI no 12.
- La locomotive à vapeur (020T) Saint-Léonard no 947 dite "YVONNE" (1893) venant du Stoomtrein Maldegem-Eeklo (Belgique).
- La locomotive à vapeur (020T) RS16 dite "FRED" (1925) venant du Stoomtrein Maldegem-Eeklo (Belgique).
- La locomotive diesel 7309 de l'association.

La Fête de la Vapeur 2020, n'a pu avoir lieu à cause de la pandémie de Covid-19 (reporté puis annulé).
La Fête de la Vapeur 2022, a eu lieu les 3 et 4 septembre. Quatre locomotives à vapeur étaient en service (dont une invitée) :
- 3 locomotives à vapeur de l'association : Cockerill 503, AES 5 & AL-T3 no 6114.
- La locomotive à vapeur (030T) Tubize no 2069 dite "HELENA" (1927) venant du Stoomtrein Dendermonde-Puurs (Belgique).
- La locomotive diesel 7309 de l'association.

La Fête de la Vapeur 2025, aura eu lieu les 6 & 7 septembre. Cinq locomotives à vapeur seront en service (dont deux invitées) :
- 3 locomotives à vapeur de l'association : Énergie 507, AL-T3 no 6114 & ADI no 12.
- La locomotive à vapeur (030T) Tubize no 2069 dite "HELENA" (1927) venant du Stoomtrein Dendermonde-Puurs (Belgique).
- La locomotive à vapeur (130T) ELNA no 158 venant du CFV3V (Belgique).

## Le "Fond-de-Gras Meets Diesel-Classics"
L'événement Fond-de-Gras Meets Diesel-Classics a lieu (généralement) tous les 2 ans au mois d'octobre. À cette occasion, l'association "1604 Classics" met en service un maximum de locomotives diesel et autorails sur la ligne du "Train 1900", et assurent des allers-retours tout au long de cette journée spéciale (les départs ont lieu en général toutes les heures). Des animations sont également proposées à Fond-de-Gras.
Le Fond-de-Gras Meets Diesel-Classics 2021, a eu lieu le 17 octobre. Quatre locomotives diesel et deux autorails étaient en service :
- 4 locomotives diesel de l'association "1604 Classics" : 804 (1954), 856 (1956), 1604 (1955), 1806 (1963).
- 2 autorails diesel de l'association "1604 Classics" : Z 105 "De Dietrich" (1949) & le Westwaggon Z208/Z218 (1956).
- La locomotive électrique BB-3608 (1958) de l'association "1604 Classics" en exposition à Fond-de-Gras.

Le Fond-de-Gras Meets Diesel-Classics 2023, a eu lieu le 1er octobre. Six locomotives diesel et deux autorails étaient en service :
- 6 locomotives diesel de l'association "1604 Classics" : 455 (1953), 1023 (1956), 804 (1954), 856 (1956), 1604 (1955), 1806 (1963).
- 2 autorails diesel de l'association "1604 Classics" : Z 105 "De Dietrich" (1949) & le Westwaggon Z208/Z218 (1956).

## CIER
Certains membres du "Train 1900" ont mis sur pied une société visant à organiser des événements sur rail pour les entreprises.
La Compagnie Internationale des Événements sur Rail (CIER) a débuté ses activités en 2006.
Le projet principal est la mise en circulation d'une rame CIWL.
Les voitures suivantes y seraient intégrées :
- La voiture Restaurant no 2973 (en restauration depuis 2015).
- La voiture Piano Bar no 3884 (ex voiture-lits).
- La voiture Restaurant "présidentielle" no 3345.
- La voiture Voiture Salon Pullman no 4013 (voiture restaurant depuis 1935 - Transformée en « voiture-services croisière » en 1967 - vendue en 2010).
- Les voitures Lits no 3878, no 3880 et no 3884 (la 3880, acquise en 2008 a été revendue).
- La voiture Salon Bar (Voiture ex-SNCB Type I2 no 11.902 réaménagée) de 1re classe. Construite par les usines Ragheno (Malines) en 1952. Transformé en 1963. 22m, 32T, vitesse maximum : 160km/h. 38 places assises au total (18 + 20 pour la partie buffet). Numéro UIC : 51 88 84-80 202-7.

D'autres véhicules avaient été acquis mais n'entrent plus dans les priorités de la société ou ont été cédés :
- La voiture Salon Pullman no 4044 : Acquise en 2013 auprès du "Chemin de fer touristique des Hautes Falaises" (France).
- La voiture Restaurant "Mistral" no 3358 : Acquise en 2009 auprès du "Chemin de fer touristique des Hautes Falaises" (France) démolie en 2017.
- La voiture ex-SNCB Type K1 : AD (1re classe + fourgon) no 28.110 (vendue). Construite par les Ateliers métallurgiques de Nivelles en 1934. Numéro UIC :  50 88 81-48 010-9.
- Les voitures ex-SNCB Type L :
  - B10 (2e classe) no 32.015. Construite par la  CCC en 1933. Numéro UIC : 50 88 20-26 415-0.
  - B10 (2e classe) no 32.164. Construite par Anglo-Franco-Belge en 1933. Numéro UIC : 50 88 20-26 564-5.

Acquises en 2011 auprès du chemin de fer touristique Stichting Stadskanaal Rail (STAR) (Pays-Bas).
- La voiture ex-CFL Wegmann ABD no 489.

Les voitures CIWL nécessitent une rénovation lourde. La plupart ayant été acquises sans leur aménagement intérieur CIWL d'origine.